# Uruçuí
Uruçuí is een gemeente in de Braziliaanse deelstaat Piauí. De gemeente telt 19.811 inwoners (schatting 2009).